# Stempellina cururui
Stempellina cururui är en tvåvingeart som beskrevs av Sawedal 1984. Stempellina cururui ingår i släktet Stempellina och familjen fjädermyggor. Inga underarter finns listade i Catalogue of Life.